# Erica cernua
Erica cernua är en ljungväxtart som beskrevs av Montin. Erica cernua ingår i släktet klockljungssläktet, och familjen ljungväxter. Inga underarter finns listade i Catalogue of Life.